# Bolinder-Munktell BM2/BM3
Bolinder-Munktell BM 2 och BM 3 var två traktormodeller tillverkade 1939-1946 av Bolinder-Munktell i Eskilstuna. Det var de första modellerna som såldes under varumärket Bolinder-Munktell, men traktorerna var trots detta märkta Munktells, medan motorerna var märkta Bolinder. BM 2 var i stort sett samma traktor som föregångaren Munktells Typ 25 och hade samma tvåcylindriga tändkulemotor på 32 hk, medan BM 3 hade en vidareutvecklad motor på 40 hk.
När Andra världskriget bröt ut 1939 och tillgången på råolja (dåtidens namn på dieselolja) kraftigt minskade behövdes traktorer för gengas. Vid den här tiden fanns det dock bara gengassystem för fyrtaktsmotorer, varför Bolinder-Munktell lanserade den udda modellen BM 4 med sexcylindrig Volvomotor. Till sist lyckades man dock konstruera en gengasdriven tvåtakts tändkulemotor som lanserades i modellen GBM 2, som förutom motorn och gengasaggregatet var identisk med BM 2.
Totalt tillverkades 528 exemplar av modellerna BM 2, BM 3 och GBM 2 innan de ersattes av BM 20.

## Tekniska data BM 2
Motor:
- Beteckning: Bolinder W 5
- Typ: Tvåcylindrig tvåtakts tändkulemotor med sidoinsprutning
- Bränsle: Råolja (diesel)
- Cylindervolym: 5,3 l
- Max effekt: 32 hk

Transmission:
- Växlar: 4 fram, 1 back
- Drivning: Bakhjulsdrift

Produktion
- Tillverkningsår: 1939-1946
- Antal tillverkade: 473 (inklusive GBM 2)

## Tekniska data BM 3
Motor:
- Beteckning: Bolinder W 5
- Typ: Tvåcylindrig tvåtakts tändkulemotor med toppinsprutning
- Bränsle: Råolja (diesel)
- Cylindervolym: 5,3 l
- Max effekt: 40 hk

Transmission:
- Växlar: 4 fram, 1 back
- Drivning: Bakhjulsdrift

Produktion
- Tillverkningsår: 1939
- Antal tillverkade: 55

## Tekniska data GBM 2
Motor:
- Beteckning: Bolinder W 5
- Typ: Tvåcylindrig tvåtakts tändkulemotor med sidoinsprutning
- Bränsle: Gengas
- Cylindervolym: 5,3 l
- Max effekt: cirka 27 hk

Transmission:
- Växlar: 4 fram, 1 back
- Drivning: Bakhjulsdrift

Produktion
- Tillverkningsår: 1939-1946
- Antal tillverkade: 473 (inklusive BM 2)